# Geschichte der Eisenbahn in Frankreich

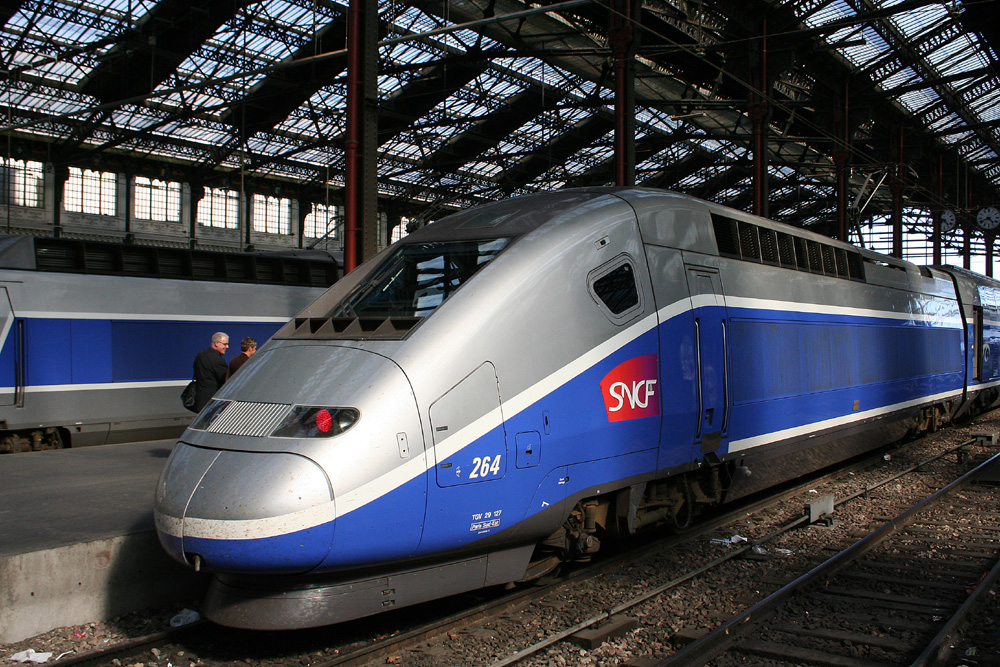
Ein TGV in Paris

Die Geschichte der Eisenbahn in Frankreich umfasst die organisatorischen und technischen Entwicklungen des Eisenbahnverkehrs auf dem Gebiet der Französischen Republik vom 19. Jahrhundert bis zur Gegenwart. Die französische Eisenbahn begann mit dem ersten französischen Schienenweg 1827 und entwickelte sich bis zum heutigen Hochgeschwindigkeitsverkehr mit dem TGV. Der Bau von Eisenbahnen in Frankreich begann früher als in den benachbarten damaligen deutschen Kleinstaaten, und die gebaute Strecke erreichte bis 1914 eine Länge von 40.000 Kilometern. Die spätere maximale Ausdehnung lag bei 60.000 Kilometern, für 2010 wurde die Länge des Streckennetzes mit 29.000 km angegeben.

## Anfänge

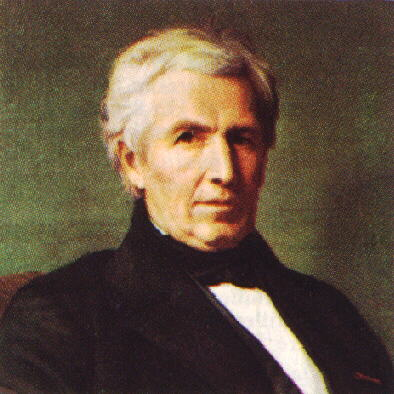
Marc Seguin

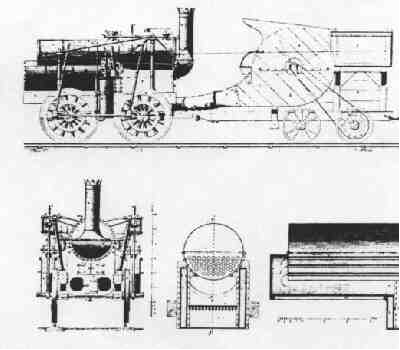
Skizze einer Lokomotive von Seguin 1829

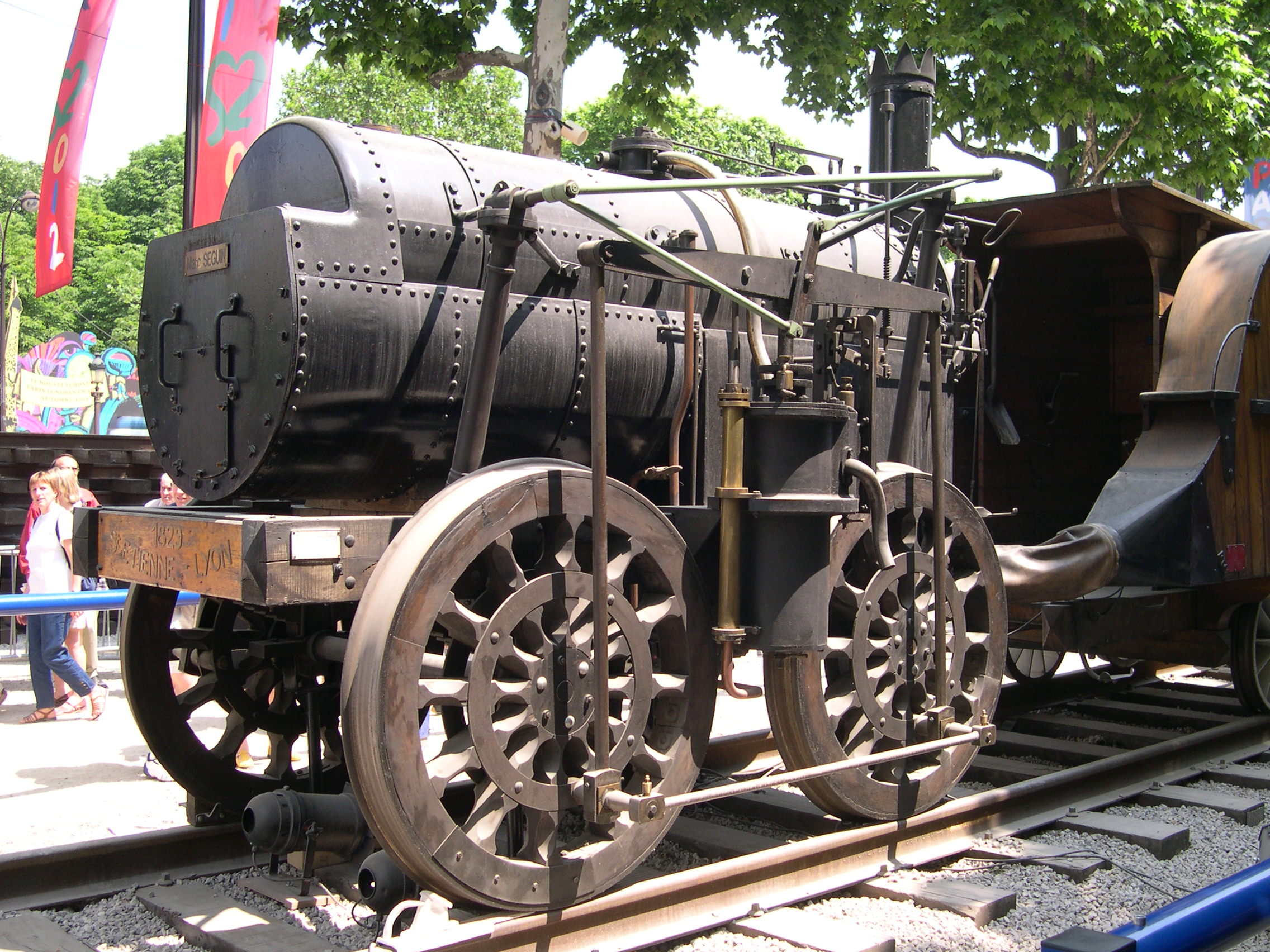
Lokomotive von Marc Seguin (Replikat)

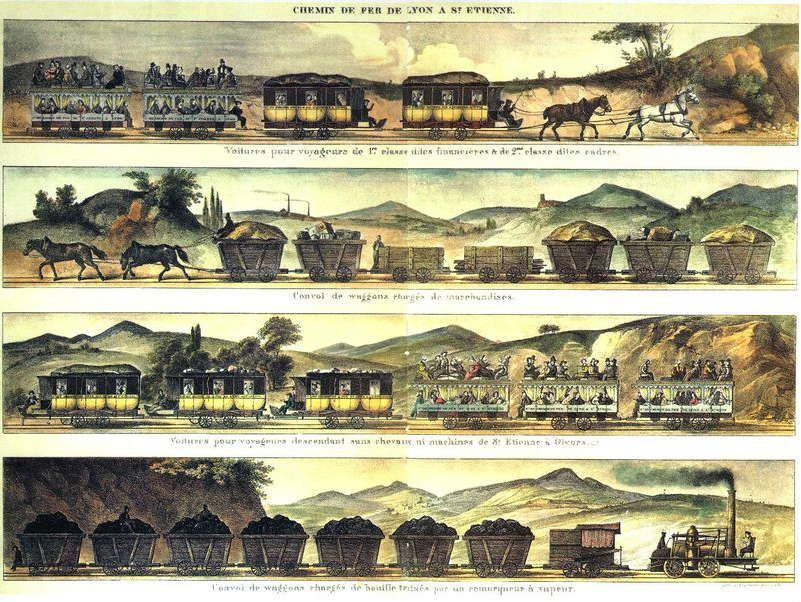
Eisenbahn St. Étienne–Lyon:
pferdebespannter Personenzug,
pferdebespannter Güterzug,
Personenzug, ohne Traktion bergab rollend,
lokbespannter Kohlenzug

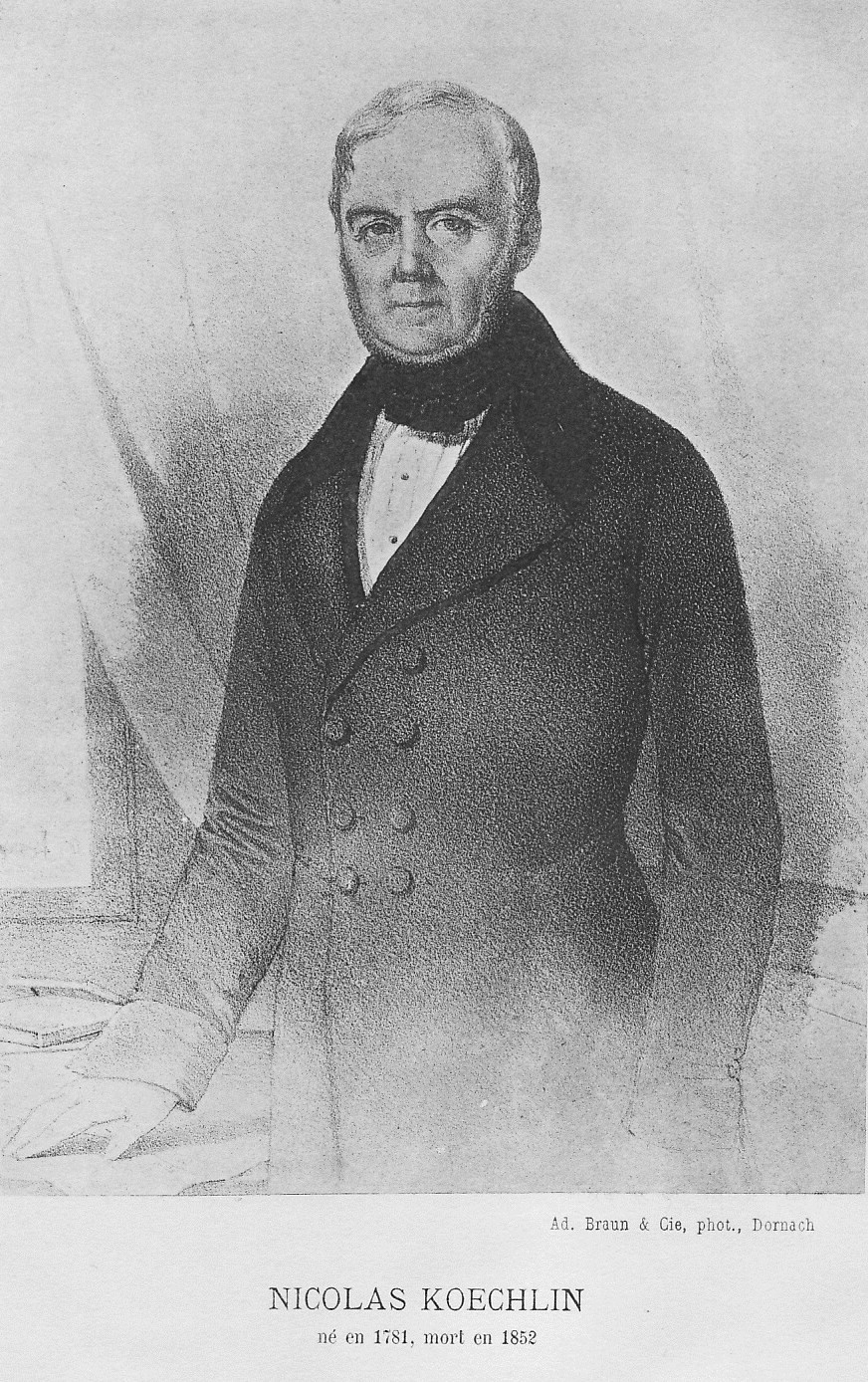
Nicolas Koechlin

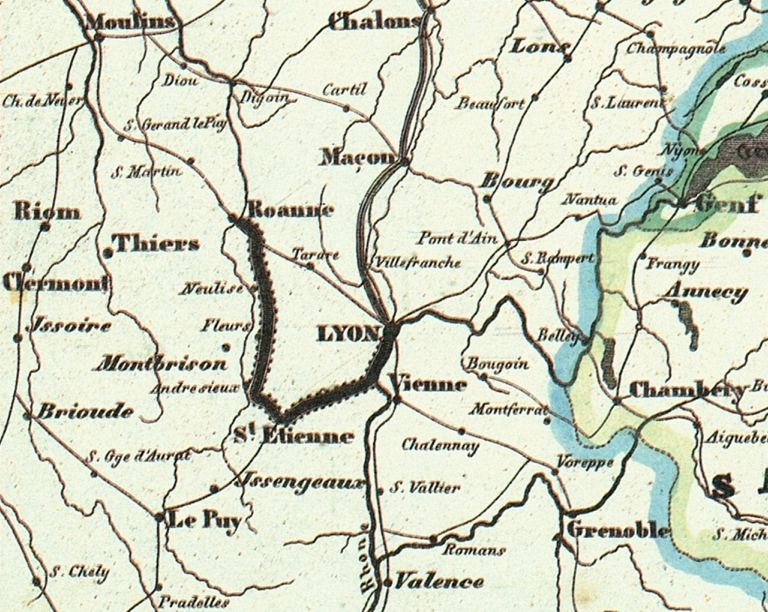
Streckenkette Lyon–Saint-Étienne–Andrézieux–Roanne (seit 1833) und projektierte Strecke Chalons–Lyon 1849

Im 19. Jahrhundert begann der Eisenbahnbau in Frankreich mit kurzen Grubenbahnen. 1814 schickte der Oberingenieur der Bergwerke Pierre Michel Moisson-Desroches (1785–1865) Napoleon ein Memorandum über die „Möglichkeit, die Entfernungen zu verringern, indem man das Imperium mit sieben großen Bahngleisen durchzieht“. Auf dieses Memorandum bezog sich 1838 auch Baptiste Alexis Victor Legrand mit seinem Entwurf von sternförmig auf Paris zulaufenden Eisenbahnstrecken.
Louis XVIII. erteilte 1823 den Bergbauingenieuren Louis-Antoine Beaunier und Louis de Gallois die Konzession, auf der zunächst 18, später 21 km langen Pferdebahn zwischen Saint-Étienne und Andrézieux Steinkohle zu transportieren. Die Strecke wurde am 30. Juni 1827 eröffnet.
Am 7. Juni 1826 erhielt Marc Seguin die Konzession für eine Eisenbahn zwischen Saint-Étienne und Lyon (58 km). Das erste Teilstück der Bahnstrecke Saint-Étienne–Lyon ging 1830 in Betrieb. Diese Strecke stand in Wettbewerb mit dem Kanal von Givors am Rive-de-Gier, der seit seiner Fertigstellung 1780 viel genutzt wurde. Die schlechte Verwaltung des Kanals gereichte der konkurrierenden Eisenbahn zum Vorteil. Schon während der Bauzeit wurden hier ab 1829 die ersten in Frankreich von Marc Seguin gebauten Dampflokomotiven erprobt und ab 1831 regulär im Zugdienst eingesetzt. Es war – ebenfalls ab 1831 – die erste Strecke in Frankreich, die dem öffentlichen Personenverkehr diente. Die Lokomotiven ergänzten dabei noch den Pferdebetrieb. 1832 wurde die Strecke nach Lyon verlängert und auf diesem Abschnitt bereits zweigleisig gebaut. 1832 wurde mit Konzession vom 27. August 1828 die 67 km lange Bahnstrecke Roanne–Andrézieux eröffnet, die von Anfang an mit zwei Lokomotiven betrieben wurde.
Am 9. Juli 1835 erhielten die Brüder und Bankiers Isaac Pereire und Émile Pereire eine Konzession zum Bau und Betrieb der 21 km langen Bahnstrecke zwischen dem Gare Saint-Lazare in Paris und Saint-Germain-en-Laye. Es war die erste ausschließlich der Personenbeförderung vorbehaltene Bahnstrecke.
Weitere Bankiers, darunter James de Rothschild, waren daran beteiligt. Ingenieur Eugène Flachat ließ zunächst nur die Teilstrecke bis Pecq bauen. Am 24. August 1837 ging die Strecke in Betrieb. Die restliche Strecke, mit einem steilen Anstieg von 35 ‰, war mit den damaligen Lokomotiven nicht zu bewältigen. Erst 1847 konnte bis Saint-Germain-en-Laye gefahren werden; bis 1860 allerdings nur mit einer atmosphärischen Eisenbahn.
Das Schienennetz um Saint-Étienne wurde um die Überlandstraßenbahn von Montrond nach Montbrison erweitert. Diese Pferdebahn war von 1839 bis 1848 in Betrieb.
Die Strecke Paris-Versailles (Rive droite et gauche) wurde nach Gesetz vom 9. Juli 1836 und wiederum von Marc Seguin gebaut.
1837 gründete Nicolas Koechlin die Compagnie du chemin de fer de Mulhouse à Thann für den Bau einer Bahnstrecke zwischen Mülhausen und Thann. Sie wurde 1839 genehmigt und war am 1. September 1839 fertig. Die Lokomotiven für diese Bahn kamen aus dem Werk seines Vetters André Koechlin.
Im April 1839 ging auch die kurze Strecke zwischen Montpellier und Cette (heute Sète) in Betrieb.
Am 15. Juli 1840 wurde eine Konzession für den Bau einer Bahnstrecke zwischen Rouen und Le Havre erteilt; diese wurde 1843 bis 1847 abschnittweise in Betrieb genommen und war Teil der Bahnstrecke Paris–Le Havre.
Ab dem 19. August 1840 verband die von Paulin Talabot gebaute 84,5 km lange Bahnstrecke Alès–Nîmes–Beaucaire ein weiteres Steinkohlenrevier mit der Rhône. 
Die Strecke wurde später als Cevennenbahn weiter nach Saint-Germain-des-Fossés (bei Vichy) verlängert. 
Am 20. September 1840 wurden das erste Teilstück Paris Gare d’Austerlitz–Juvisy der ersten französischen Fernstrecke Paris–Orléans und die Zweigstrecke Juvisy–Corbeil eröffnet. Der Hauptteil dieser insgesamt 114 km langen Verbindung nahm am 2. Mai 1843 den Betrieb auf (Konzession 26. Mai 1838).
Nicolas Koechlin baute auch die Strecke Straßburg–Basel (140 km). Am 25. Oktober 1840 wurde der Abschnitt bis Saint Louis in Betrieb genommen, der Abschnitt über die Schweizer Grenze nach Basel erst am 15. Juni 1844. Letzterer war die erste Eisenbahnstrecke in der Schweiz.
Bereits am 14. November 1842 war die erste Bahnstrecke zwischen Frankreich (Valenciennes) und Belgien (Quiévrain) eröffnet worden. Zwischen Quiévrain und Brüssel gab es seit dem 17. August 1842 die Ligne Dorsale. Die zweite Bahnstrecke zwischen Frankreich und Belgien verbindet seit dem 6. Juli 1843 Lille und Tourcoing. 
Sie wurde später zur Bahnstrecke Paris–Lille verlängert.

## Staatliche Intervention
Nach den ersten Eisenbahnbauten mit königlichem Privileg sicherte sich das Parlament die alleinigen Rechte zur Erteilung der Baugenehmigungen. Das französische Streckennetz entstand meist durch Zusammenwirken des Staats mit dem Privatkapital, da sich letzteres allein zum Ausbau des Netzes nicht als ausreichend erwies.

### Gesetz von 1842

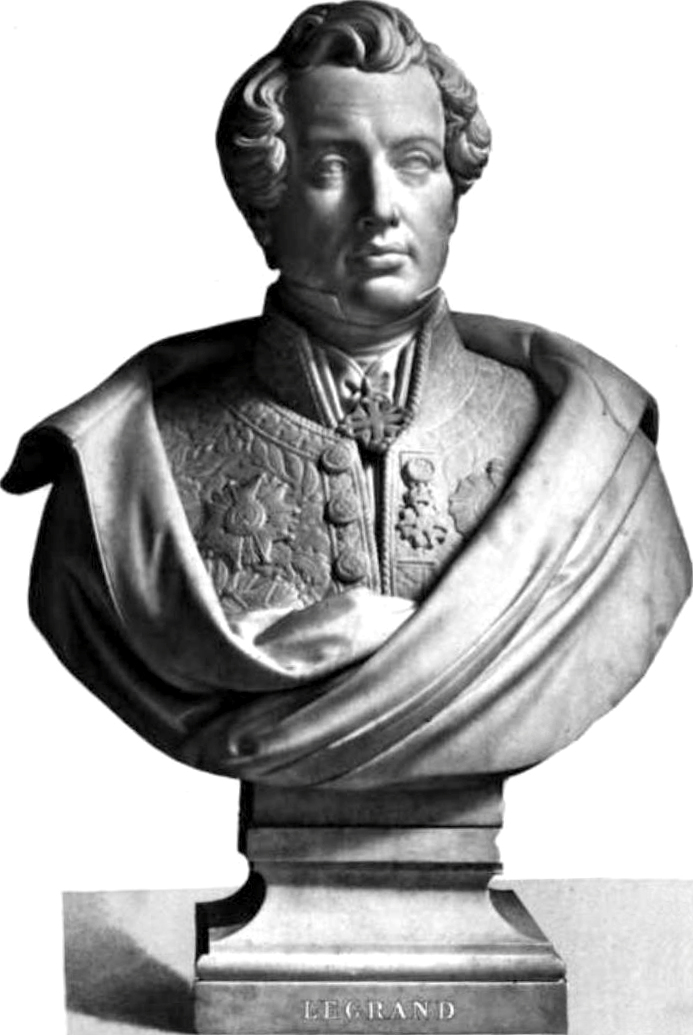
Baptiste Alexis Victor Legrand

Auf Paris zentrierte Hauptstrecken der Eisenbahn 1856

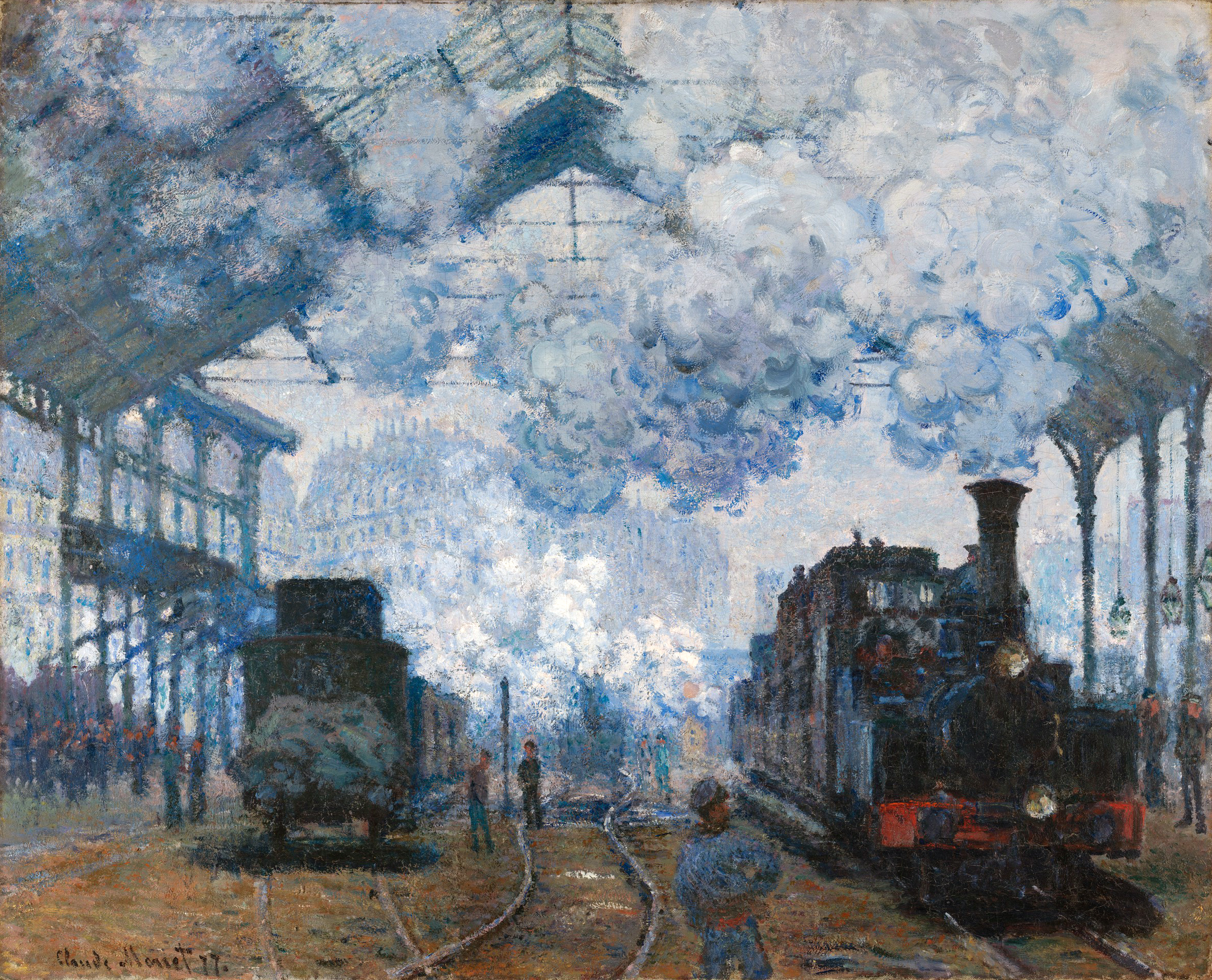
Ankunft eines Zuges im Gare Saint-Lazare, Gemälde von Claude Monet, 1877

1838 hatte Baptiste Legrand, Generaldirektor der Brücken, Fahrbahnen und Bergwerke, ein Konzept für das landesweite französische Eisenbahnnetz entworfen. Es wurde wegen seiner sternförmigen Ausrichtung auf die Hauptstadt Paris auch Legrand-Stern genannt und wurde eine der Grundlagen des am 11. Juni 1842 verabschiedeten Eisenbahngesetzes von 1842 (Loi relative à l'établissement des grandes lignes de chemin de fer). 
Das Gesetz legte die Bedingungen für den von der Regierung gestützten Eisenbahnbau in Frankreich fest und gilt als ein Meilenstein der Geschichte der Eisenbahn in Frankreich.
Artikel eins dieses Gesetzes forderte ein System von Bahnstrecken

1° von Paris ausgehend: 
- zur Grenze Belgiens über Lille und Valenciennes;
- nach England über ein oder mehrere Stellen der Ärmelkanalküste;
- nach Deutschland über Nancy und Straßburg;
- zum Mittelmeer über Lyon und Marseille
- nach Spanien durch Tours, Poitiers, Angoulême, Bordeaux und Bayonne;
- zum Atlantik durch Tours und Nantes;
- zur Landesmitte über Bourges;

2°  (im Original ohne Titel)
- zwischen Mittelmeer und Rhein über Lyon, Dijon und Mülhausen;
- zwischen Atlantikküste (Bordeaux) via Toulouse und Marseille zum Mittelmeer.

Das Gesetz legte im zweiten Artikel das Prinzip für die staatliche Förderung des Eisenbahnbaues fest: 
„Übereignung des Geländes für die Bahntrassen an den Staat durch die Gemeinden; bauliche Ausführung der Trassen durch den Staat, der den Eisenbahngesellschaften die Nutzung zugestand und ein Monopol für den Betrieb gewährte; Stellung der Bahngleise, der baulichen Einrichtungen und des rollenden Materials sowie Betriebsführung durch die Bahngesellschaften“.

### Folgen des Gesetzes von 1842
Der Staat beschleunigte die Beschaffung der Grundstücke häufig durch Enteignungen und finanzierte Brücken-, Tunnel- und Trassenbauten. Die Verwaltung Ponts et Chaussées (Brücken und Straßen) half den Unternehmen bei der Planung und dem Bau neuer Strecken. Unter diesen Umständen etablierten sich schnell neue Eisenbahngesellschaften:

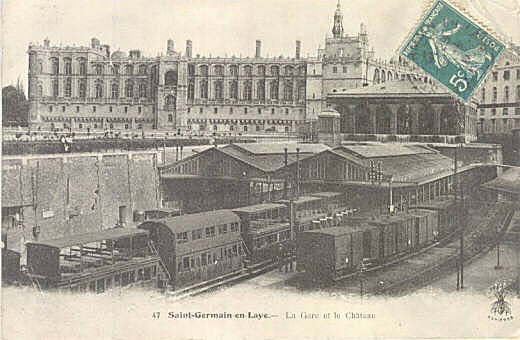
Bahnhof Saint-Germain-en-Laye Ende des 19. Jahrhunderts

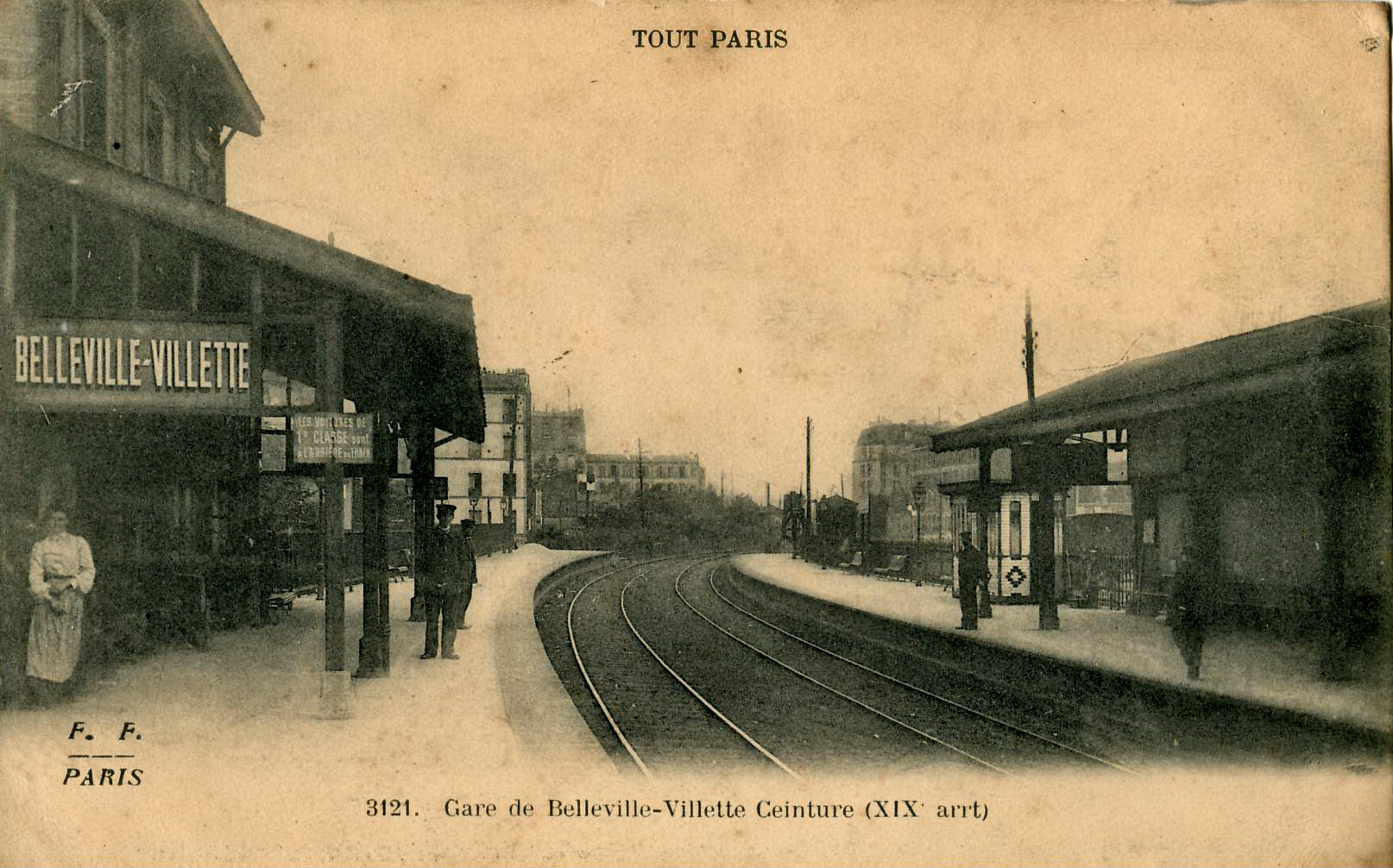
Bahnhof Belleville auf der Pariser Gürtelbahn

- am 2. Mai 1843 die Eisenbahn Paris–Orleáns
- am 19. Juli 1845 eine Zweigstrecke der Strecke Rouen–Havre nach Dieppe und Fécamp
- mit Dekret vom 11. Dezember 1851 die Strecken Paris (Mantes)–Caen–Cherbourg, Versailles–Rennes
- mit Dekret vom 1. Dezember 1851 die Pariser Gürtelbahn
- mit Dekret vom 12. August 1852 die Strecke Paris–Auteuil.
- im Juni 1846 die Chemins de fer du Nord durch die französische Familie Rothschild
- im Mai 1848 die Strecke Amiens–Boulogne.
- im März 1849 die Eisenbahn Compiègne–Noyon
- im Juli 1849 die Chemin de fer de Paris à Strasbourg
- im August 1849 die Eisenbahn Tours–Angers
- im April 1851 die Eisenbahn nach Argenteuil.

Das ursprüngliche Gesetz von 1842 konzessionierte die Strecken für 36 Jahre. Auf die Forderung nach langfristigeren Konzessionen dehnte Napoléon III. nach seiner Machtübernahme die Zeitspanne auf 99 Jahre aus.
Die erfolgreichsten Unternehmen, insbesondere die Compagnie du Nord, errichteten ihre Strecken jedoch auf eigene Faust, um die Komplikationen einer Regierungsbeteiligung zu umgehen.
Während der wirtschaftlichen Boomphase in den 1850er Jahren übernahm der Staat lediglich 19 % der Baukosten.
Die Formen der Subventionierung waren mannigfaltig: Geld in Form von Barzuschüssen oder Grund und Boden (bis 1884 in einer Gesamtsumme von mehr als 1½ Mrd. Franc), Zinsgarantie-Zuschüsse (infolge des Gesetzes vom 11. Juni 1859), welche unter Einbeziehung der Zuschüsse für die algerischen Bahnen bis 1883 den Gesamtbetrag von 700 Mio. Francs erreichten, Begünstigung von Fusionen, lange Konzessionsdauer und milde Handhabung des staatlichen Beaufsichtigungsrechts. Im Gegenzug für die Übernahme eines Teils der Baukosten setzte die Regierung Preisobergrenzen für die Unternehmen fest. Außerdem verfügte der Staat, dass alle Staatstransporte zu einem Drittel der Standardtarife abgerechnet wurden.
Die Erwartung, dass die Regierung später das Eisenbahnwesen verstaatlichen würde, bildete ein weiteres wichtiges Element in der französischen Eisenbahngesetzgebung. Dass die Bahnunternehmen lediglich auf gepachteten staatlichen Strecken arbeiteten, ebnete dann auch der Verstaatlichung der französischen Eisenbahnen unter der Volksfrontregierung in den 1930er Jahren den Weg.

## Ausbau des Eisenbahnsterns
– Auflistung geografisch im Uhrzeigersinn sowie von Paris zur Peripherie –

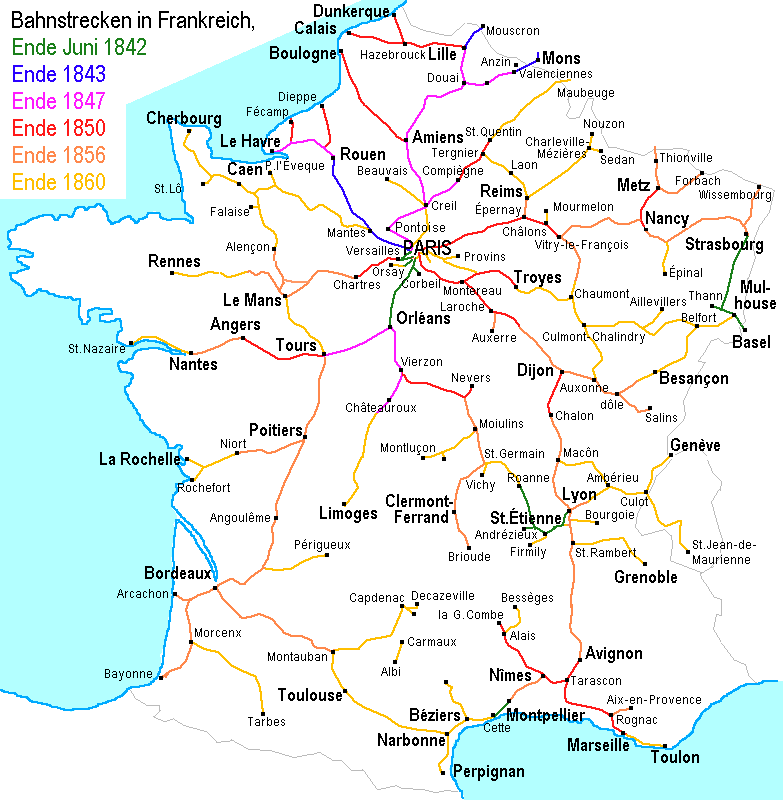
Entwicklung des französischen Eisenbahnnetzes bis 1860

- Paris–Le Havre, abzweigend von der Strecke Paris–Saint-Germain:
  - Bahnknoten Colombes–Rouen eröffnet am 9. Mai 1843
  - Rouen–Le Havre, eröffnet am 22. März 1847
- Paris–Lille, eröffnet 20. Juni 1846, damit entstand über die schon am 6. Juli 1843 eröffnete Strecke von Lille nach Tourcoing die zweite durchgehende Bahnverbindung von Paris nach Belgien.
- Douai–Valenciennes–Quiévrain (Belgien, Ligne Dorsale nach Mons), seit 14. Juni 1846 erste Bahnverbindung von Paris nach Brüssel:
  - Abzweigung Sin (Strecke Paris–Lille)–Valenciennes erst 14. Juni 1846 eröffnet
  - Valenciennes–Quiévrain schon 14. November 1842 eröffnet

Seit 15. Oktober 1843 hatte die Strecke über Aachen nach Köln der Rheinischen Eisenbahn-Gesellschaft Anschluss an das belgische Netz. Die Vereinigung von westeuropäischem und mitteleuropäischem Netz wurde aber erst am 3. Oktober 1859 über die Kölner Dombrücke erreicht.
- Creil–Jeumont, zweigt in Creil von Paris–Lille ab
  - Creil–Compiègne, eröffnet 21. Oktober 1847
  - in mehreren Etappen bis Saint-Quentin 21. Oktober 1847
  - bis Jeumont 1855
- Paris–Nancy–Straßburg, eröffnet 1849–1852
- Paris–Troyes–Mulhouse (Mülhausen),
  - Montereau–Troyes (abzweigend von Paris–Lyon), eröffnet 10. April 1848
  - Troyes–Chaumont–Mülhausen, eröffnet 1858
- Paris–Dijon–Lyon
  - Paris–Tonnerre, eröffnet 12. August 1849 (davon Melun–Montereau schon 31. Januar 1849)
  - Tonnerre–Dijon, eröffnet 22. Juni 1851
  - Dijon–Chalon-sur-Saône, eröffnet 2. September 1851
  - Chalon-sur-Saône–Lyon Vaise, eröffnet 7. Oktober 1854
  - Lyon Vaise–Lyon Guillotière, eröffnet erst 7. Oktober 1856.
- Lyon–Marseille wurde von Marseille her gebaut:
  - Lyon Guillotière–Valence Ville, eröffnet erst 16. April 1855
  - Valence Ville–Avignon Centre, eröffnet 29. Juni 1854
  - Avignon–Marseille, eröffnet schon 15. Januar 1848
- Paris–Orléans, eröffnet 20. September 1840
- Orleáns–Châteauroux–Saincaize (bei Nevers), eröffnet 15. November 1847 bis Châteauroux, 5. Oktober 1850 bis Saincaize
- Saincaize–Nevers, eröffnet 5. Oktober 1850
- Saincaize–Moulins–Clermont-Ferrand, eröffnet 15. Mai 1853 bis Moulins-sur-Allier, 7. Mai 1855 bis Clermont-Ferrand
- Orléans–Tours–Bordeaux:
  - (Orléans–) Bahndreieck Aubrais–Tours, eröffnet 2. April 1846
  - Tours–Poitiers 15. Juli 1851
  - Poitiers–Angoulême, eröffnet erst 28. Juli 1853
  - Angoulême–Bordeaux Bastide, eröffnet schon 20. September 1852
- Tours–Nantes, eröffnet zwischen 1848 und 21. August 1851 (Konzession 1845)

## Zusammenschlüsse zu den „Großen Gesellschaften“

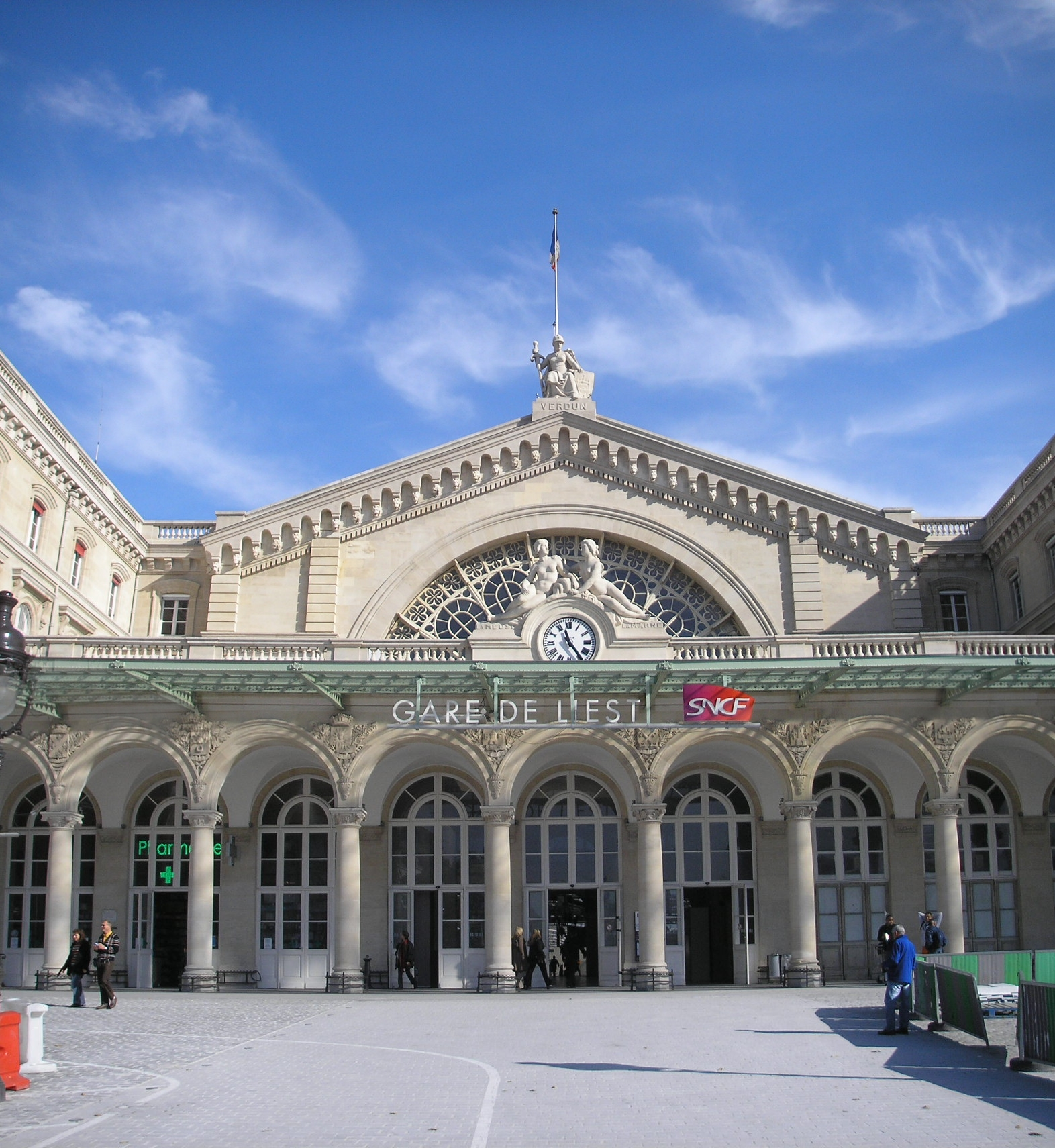
Straßenseite des Gare de l’Est in Paris

Schon bald nach dem Entstehen der ersten Bahnen erfolgten Fusionen.
1852 vereinigten sich die Bahnen Paris–Orléans, Centre, Orléans–Bordeaux und Tours–Nantes zur Compagnie du chemin de fer de Paris à Orléans. Die 1845 gegründete „Compagnie du chemin de fer de Paris à Strasbourg“ fusionierte 1853 mit der „Compagnie du chemin de fer de Montereau à Troyes“ zur Compagnie des chemins de fer de l’Est.
Die Compagnie des chemins de fer du Midi wurde 1853 gegründet durch Übernahme von Konzessionen für die Linien Bordeaux – Cette (Sète), Narbonne–Perpignan und Lamothe–Bayonne. 1858 kamen die Linien Bayonne – Irun und Adge – Lodève zur CF du Midi hinzu. Die Compagnie des chemins de fer de l’Ouest entstand am 7. April 1855 durch Fusion der Bahnen Paris–Versailles–Saint-Germain-en-Laye, Paris–Rouen, Rouen–Le Havre, Paris–Rennes und Paris–Caen–Cherbourg.
Von 1843 bis 1856 wurden mehrere Eisenbahnlinien zwischen Paris und Lyon sowie zwischen Paris und Marseille aufgebaut und betrieben. Diese Einzelgesellschaften fusionierten zu zwei größeren Gesellschaften, und zwar der Compagnie du chemin de fer de Lyon à la Méditerranée (LM) und der Compagnie du chemin de fer de Paris à Lyon (PL). Am 11. April 1857 wurden die PL und LM selbst wieder aufgelöst und zur Compagnie des chemins de fer de Paris à Lyon et à la Méditerranée (PLM) zusammengefasst, die bis 1934 die größte Privatbahn Frankreichs bildete.
1878 übernahm die französische Regierung zehn Eisenbahngesellschaften, die wenig profitabel arbeiteten und daher von der Einstellung bedroht waren, in die neu gegründete Staatsbahn Chemins de fer de l’État. Durch das Gesetz vom 18. Dezember 1908 erfolgte am 1. Januar 1909 die Übernahme der Chemins de fer de l’Ouest in die Chemins de fer de l'État.
1934 fusionierte die „CF du Midi“ mit der „Paris – Orléans“ zur Chemin de Fer de Paris à Orléans et du Midi (PO-Midi) und bildete mit dieser bis zur Übernahme in die Staatsbahn SNCF (1938) die größte Privatbahn in Frankreich.

## Eisenbahngürtel um Paris

Eisenbahngürtel um Paris,
graublaue Linie: Großer Gürtel,
violette Linie: Kleiner Gürtel,
gelb markiert: Kopfbahnhöfe

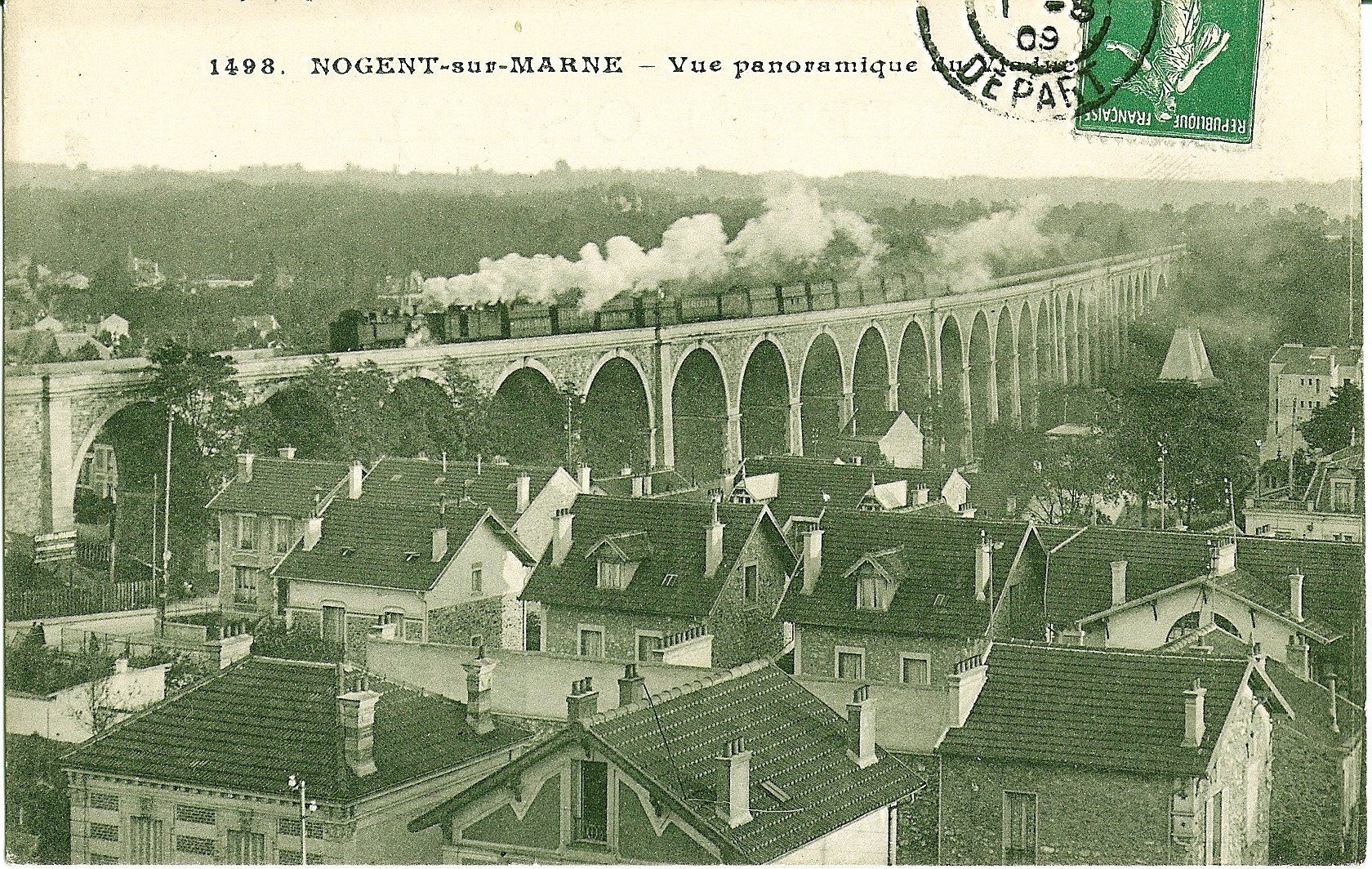
Viadukt auf der Großen Gürtellinie 1909

Mitte des 19. Jahrhunderts hatten die ersten privaten Eisenbahngesellschaften in Frankreich sternförmig in Paris zusammenlaufende Eisenbahnstrecken aus mehreren Landesteilen gebaut mit jeweils eigenen Kopfbahnhöfen. Güter, die wegen dieser Netzstruktur von einem Landesteil in den anderen mit dem weiten Umweg über Paris transportiert werden mussten, mussten in Paris wiederum auf Pferdefuhrwerke umgeladen, zu den Bahnhöfen der weiterführenden Linien transportiert und dort wieder aufgeladen werden. Reisende mussten die gleichen Umwege nehmen. Daraus ergab sich der Wunsch nach einem Eisenbahngürtel (Chemin de Fer de Ceinture) bzw. einer Umgehungsbahn um Paris herum. Später wurde dieser Chemin de Fer de Petite Ceinture ('kleiner Gürtel') genannt.
Unter Führung des Ministers für öffentliche Arbeiten, Pierre Magne, unterzeichneten am 10. Dezember 1851 die Betreibergesellschaften der Bahnhöfe den Konzessionsvertrag für die Verbindungsstrecke auf dem rechten Seine-Ufer (frz.: Rive droite) und für das Gemeinschaftsunternehmen Syndicat de Chemin de Fer de Ceinture, wobei jede eine Million Francs in das Gemeinschaftsunternehmen einzahlte. Der Beitrag der bankrotten Compagnie du chemin de fer de Paris à Orléans wurde dabei vom französischen Staat übernommen. Im Gegenzug sicherte der Staat (1851 bis 1870 von Napoleon III.) die Finanzierung des Trassenbaues zu. Die Verbindungsstrecke auf dem linken Seine-Ufer (frz.: Rive gauche) wurde am 27. Februar 1867 fertiggestellt.
Zu den Auflagen gehörte auch der Betrieb von Personenverkehr. Die Betreibergesellschaften waren allerdings vorrangig am lukrativeren Güterverkehr interessiert; erst ab dem 14. Juli 1862 begann das Syndicat de Ceinture den Personenverkehr auf dem ganzen Ring.
Der erste, „kleine“, Gürtel wurde ab 1877 ergänzt durch einen „großen“ Gürtel (Ligne de la grande ceinture de Paris, etwa 120 km lang) mit dem 1877 eröffneten ersten Teilstück zwischen Noisy-le-Sec nordöstlich von Paris und Villeneuve-Saint-Georges. Die weiteren, bis 1886 erbauten Strecken berühren, auf der Karte im Uhrzeigersinn gesehen, ab Villeneuve-Saint-Georges die Orte Rungis (nördlich des heutigen Flughafens Orly, mit einer späteren Parallelstrecke südlich von Orly über Juvisy-sur-Orge), Massy, Palaiseau, Versailles, Saint-Germain-en-Laye, Achères, Sartrouville und wieder Noisy-le-Sec.

## Ausweitung des Streckennetzes

Charles de Freycinet

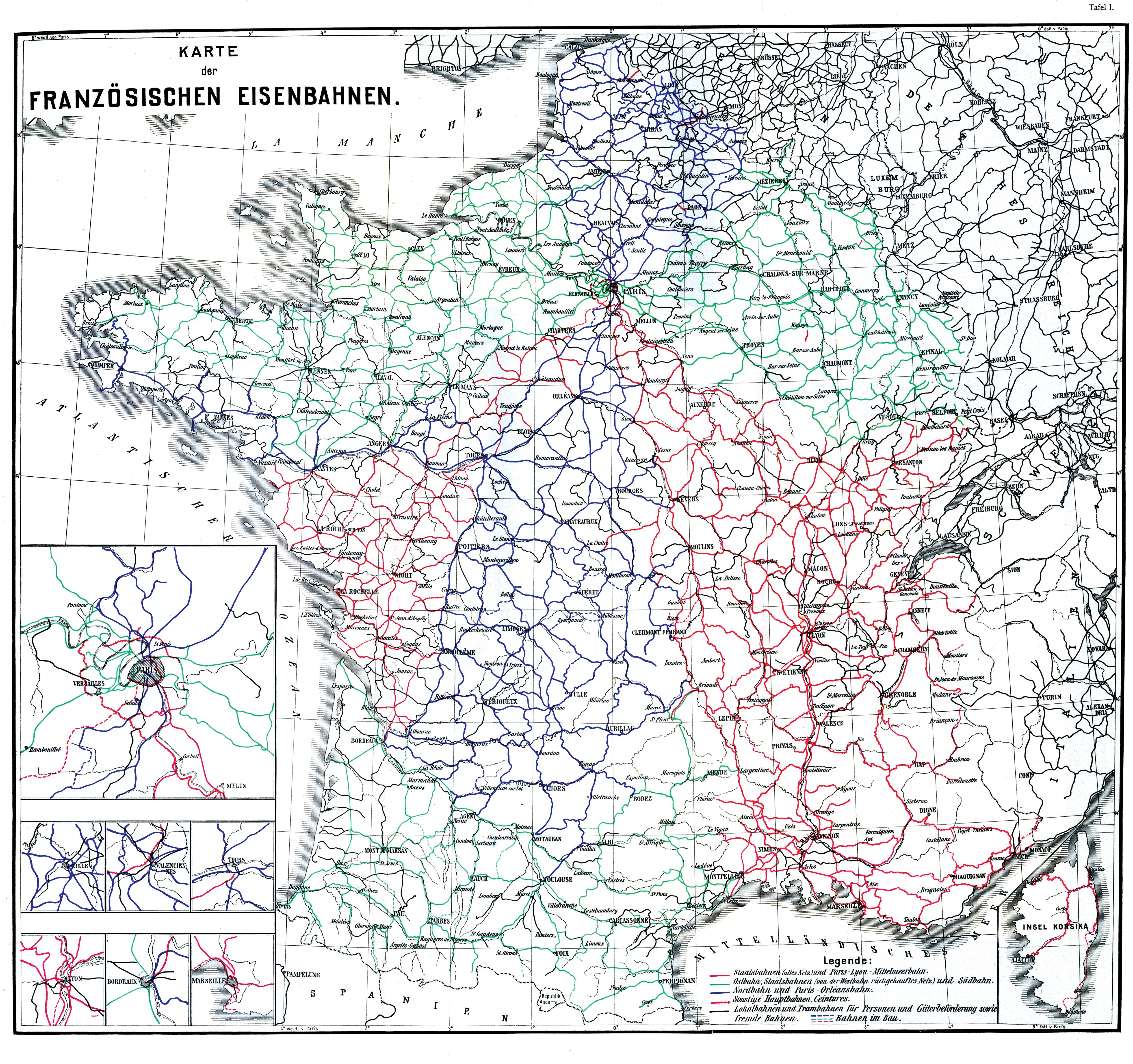
Eisenbahnnetz in Frankreich um 1912

1879 stellte der damalige Minister für öffentliche Arbeiten Charles de Freycinet einen Plan vor, nach dem alle Franzosen Zugang zur Eisenbahn bzw. jede Ortschaft mit mehr als 1.500 Einwohnern einen Normalspuranschluss erhalten sollten, wobei Lücken durch Schmalspurlinien geschlossen werden sollten, um die wirtschaftliche Entwicklung zu unterstützen und weniger entwickelte Gebiete zu erschließen. Am 17. Juli 1879 erlangte der „Freycinet-Plan“ Gesetzeskraft und führte dazu, dass vom Staat in großem Maße Eisenbahnen und Kanäle aufgekauft sowie neu errichtet oder der Bau durch die großen Gesellschaften subventioniert wurden.
Zu letzterem wurde mit Gesetz vom 20. November 1883 ein Übereinkommen mit der PLM, der P.O., der Midi, der Nord, der Est und der Ouest beschlossen, nach dem diese für einige zu eröffnende Linien die Konzessionen übernahmen und für einen festen Betrag betrieben. Der Staat verpflichtete sich dabei, die über diesen Betrag hinausgehenden Kosten zu subventionieren.
Das Netz wuchs dabei von 29.600 Kilometern bis zur abschließenden Ausführung des Plans im Jahr 1914 mit 180 neuen Strecken auf 39.400 Kilometer einschließlich 2500 km neugebauter Nebenbahnen. Damit waren alle Unterpräfekturen und alle wichtigen Städte Frankreichs an die Eisenbahn angeschlossen, wenn auch vielfach nur mit Schmalspurbahnstrecken von geringer Belastbarkeit. Insgesamt bestand etwa ein Drittel des Netzes aus Schmalspurstrecken.

## Einführung der elektrischen Traktion

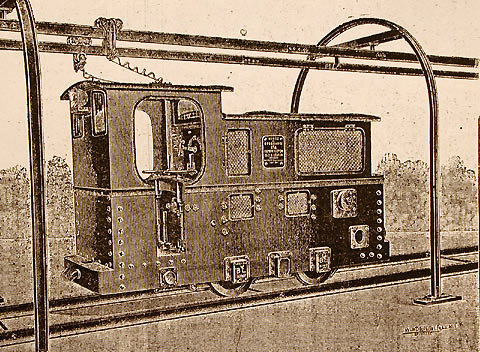
Minenbahnlok 1897 in Godbrange

- Ein elektrischer Bahnbetrieb erfolgte erstmals 1893 auf einer 2,8 km langen Bahnstrecke der Kohlegrube Mont-Rambert nach Saint-Étienne.
- Eine weitere elektrisch betriebene Minenbahn wurde ab 1897 in der Eisenerzmine Godbrange in Lothringen eingerichtet. Das historische Bild zeigt eine zweiachsige Schmalspurlokomotive und paarweise überkopf angebrachten Stromschienen. Die Betriebsspannung betrug 500 Volt, die Spurweite 740 Millimeter.
- 1900 legten die Compagnie du chemin de fer de Paris à Orléans (PO) und die (Ouest-Etat), ein Schienennetz mit 550 Volt Gleichspannungs-Versorgung über eine Stromschiene durch die Vororte von Paris an.
- 1908 elektrifizierte die Compagnie du Midi ihre Strecken in den Pyrenäen mit Wechselstrom von 12 kV und 16 2/3 Hz.
- 1920 beschloss die Regierung, um eine „Balkanisierung“ des Netzes zu vermeiden, eine Versorgung mit Gleichspannung von 1500 V für alle neuen Strecken-Elektrifizierungen zu bevorzugen.
- In der Folge etablierte sich in Frankreich das Gleichstromsystem in den südlichen Regionen, ab Mitte des 20. Jahrhunderts jedoch im Norden das 25.000 Volt 50 Hertz Einphasenwechselstromsystem, welches später auch auf allen TGV-Schnellfahrstrecken eingeführt wurde.

Von den rund 29.350 Kilometern Normalspur-Bahnstrecken in Frankreich waren 2007 fast genau die Hälfte (14.480 Kilometer) elektrifiziert.

## Eisenbahnen in Elsaß-Lothringen
Eine besonders wechselhafte Geschichte hatte das Eisenbahnnetz von Elsass-Lothringen. Große Teile des dortigen Eisenbahnnetzes gehörten der privaten französischen Compagnie des chemins de fer de l'Est. Nach dem Deutsch-Französischen Krieg 1870/71 wurde das Elsass und ein Teil Lothringens mit dem Frieden von Frankfurt dem neu gegründeten Deutschen Kaiserreich angegliedert. Die insgesamt etwa 800 Kilometer Eisenbahnstrecken des Elsass wurden vom französischen Staat formal gekauft und dann dem Deutschen Reich verkauft. Diese wurden als „Reichseisenbahnen in Elsaß-Lothringen“ die erste im Eigentum des Deutschen Reiches befindliche Eisenbahn.

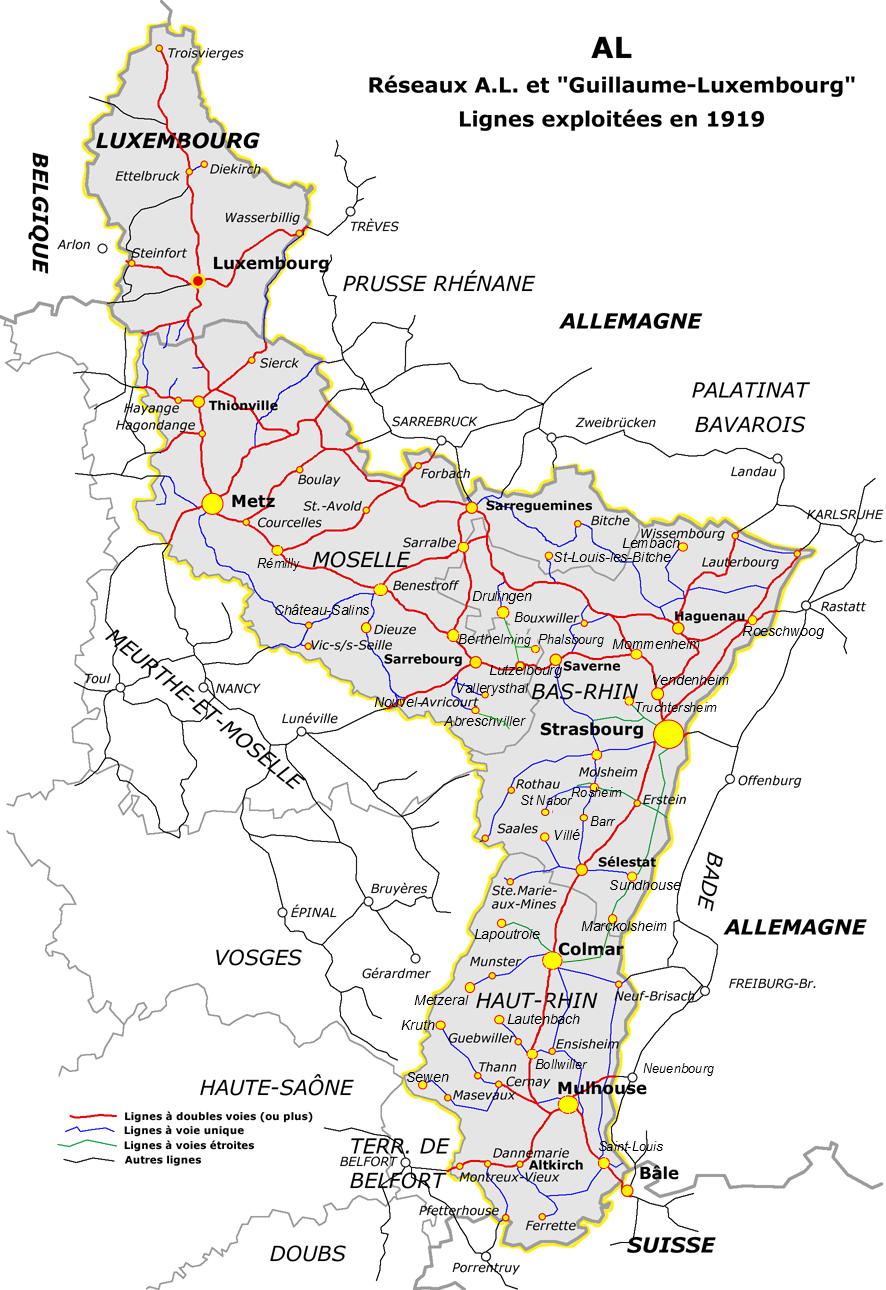
Netz der elsass-lothringischen Eisenbahnen nach dem Ersten Weltkrieg

Da die französischen Truppen auf dem Rückzug fast das gesamte rollende Material mitgenommen hatten, wurden die Fahrzeuge der nunmehrigen „Reichseisenbahn“ zunächst durch beschlagnahmtes Material von anderen deutschen Bahnen gestellt, der Betrieb prinzipiell nach den Vorschriften der Preußischen Staatseisenbahnen durchgeführt. In den folgenden Jahren fand ein umfangreicher Ausbau statt, nach dem 1912 das Streckennetz 2100 Kilometer umfasste, davon 78 km als Schmalspurbahnen.
Nach dem Ersten Weltkrieg wurde das Elsass im November 1918 bzw. im Versailler Vertrag wieder französisch und das Eisenbahnnetz als eigenständiger Teil des französischen Netzes unter der Bezeichnung Réseau ferroviaire d’Alsace-Lorraine (AL) geführt.
Zum 1. Januar 1938 wurden die AL und allen anderen französischen Eisenbahngesellschaften zur SNCF fusioniert. Ab dem 19. Juni 1940 besetzte die Wehrmacht wieder das Elsass und Elsass-Lothringen wurde faktisch dem Großdeutschen Reich eingegliedert, die Eisenbahn jetzt von der Deutschen Reichsbahn verwaltet.
Seit der Befreiung 1944/1945 ist das Netz wieder unter der Regie der SNCF in französischer Hand. Als Besonderheit aus früheren Zeiten wurde der Rechtsverkehr auf mehrgleisigen Strecken beibehalten; im übrigen Frankreich ist Linksverkehr üblich.

## Verstaatlichung und Liberalisierung in der EU

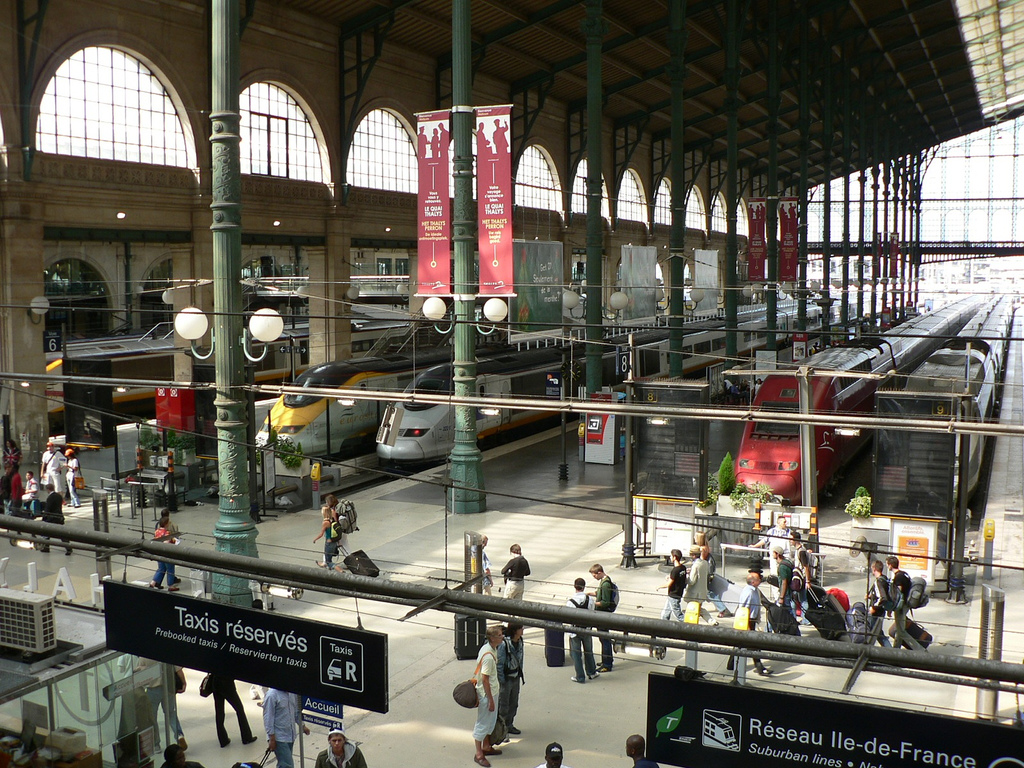
Gleishalle des Gare du Nord in Paris

In den 1930er Jahren begann der wachsende Wettbewerb der Straße seinen Tribut zu fordern. Die Schmalspurbahnen litten darunter am stärksten, und so wurden Tausende von Kilometern Schmalspurbahntrasse in den 1930er Jahren stillgelegt.
Auch die größeren Eisenbahnunternehmen standen vor finanziellen Problemen. Die sozialistische Regierung Frankreichs erließ am 31. August 1937 ein Gesetz zur Nationalisierung der Netze, nach dem am 1. Januar 1938 die Konzessionen und die Aktiva der privaten Bahngesellschaften auf die neu gegründete SNCF übertragen werden. Die SNCF hat das Statut einer Gesellschaft, in der der Staat die Mehrheit besitzt. Pierre Guinand wurde erster Präsident der SNCF.
Ab dem Jahre 1969 erfolgt eine zweite große Stilllegungswelle von Eisenbahnstrecken; vor allem das Nebenbahnnetz schrumpfte stark.
In Frankreich wurden das erste und das zweite europäische Eisenbahnpaket in nationales Recht umgesetzt. Der Richtlinie 2001/12/EG, die eine Unabhängigkeit des Infrastrukturbetreibers von der Transportleistung verlangt, wurde durch die Gründung der eigenständigen Netzgesellschaft Réseau ferré de France (RFF) formal nachgekommen. Die RFF vergibt jedoch wesentliche Aufgaben des Infrastrukturmanagements wieder an die SNCF, die somit praktisch wieder die Netzbetreiberin ist.
Die Schuldenlast des Eisenbahnsystems lag 2012 bei 38,3 Mrd. Euro. Die Regierung beschloss im Jahr 2014 RFF und die SNCF in einen gemeinsamen Konzern zurückzuführen. Die Muttergesellschaft SNCF besteht seit dem 1. Januar 2015 aus dem Eisenbahninfrastrukturunternehmen SNCF Réseau und dem Eisenbahnverkehrsunternehmen SNCF Mobilités.
In Frankreich wird trotz der Liberalisierungsbemühungen innerhalb Europäischen Union fast der gesamte Personenverkehr und ein Großteil des Güterverkehrs von der Staatsbahn SNCF abgewickelt. Einzige Eisenbahngesellschaften, welche in Frankreich Schienenpersonenverkehr betreiben und direkt von der SNCF betrieben werden, sind:
- Eurostar: Hochgeschwindigkeitsverkehr von Paris nach London, Anteil der SNCF bei 40 %
- Thalys: Hochgeschwindigkeitsverkehr von Paris nach Brüssel, Amsterdam und Köln, Anteil der SNCF 70 %
- Alleo: Hochgeschwindigkeitsverkehr von Paris nach Frankfurt am Main, Stuttgart und München, Anteil der SNCF 50 %
- Thello: Nachtzugverkehr von Paris nach Venedig und von Marseille nach Mailand

## TGV-Netz

TGV-Netz

Ab 1981 wurden die wichtigsten französischen Städte durch separate Hochgeschwindigkeitstrassen (Ligne à Grande Vitesse) (LGV) verbunden, die ausschließlich dem Passagierverkehr mit dem Hochgeschwindigkeitszug TGV vorbehalten sind. Beim Aufbau dieses Netzes wiederholte die SNCF die sternförmig auf Paris zugeschnittene Struktur. Eine Besonderheit ist die 2011 in Betrieb gegangene LGV Rhin-Rhône, welche als erste nicht auf Paris ausgerichtet ist.
Am 22. September 1981 wurde der erste Abschnitt der Hochgeschwindigkeitslinie Paris–Lyon zwischen Saint-Florentin und Sathonay-Rillieux eröffnet.
Durch die Einführung des TGV zwischen Paris und Lyon und der Erhöhung der Höchstgeschwindigkeit auf 260 km/h konnte die Reisezeit auf 2 Stunden 40 Minuten gesenkt werden. Heute (Stand: Januar 2013) beträgt die Reisezeit 2 Stunden bei einer Höchstgeschwindigkeit von 300 km/h.
1994 wurde der Eurotunnel eröffnet, der Frankreich und Großbritannien per Eisenbahn verbindet.